# Wesley Sonck
Wesley Sonck (Ninove, 9 agosto 1978) è un allenatore di calcio ed ex calciatore belga, di ruolo attaccante.

## Carriera

### In Belgio
Comincia la sua carriera giocando nelle serie minori con il Molenbeek, per poi passare al Germinal Ekeren (che poi diventerà Germinal Berschoot) in Jupiler League. Nel 2000 passa al Genk, dove riesce ad esplodere definitivamente. Al Genk vince la Belgian Golden Shoe (miglior calciatore della Jupiler League) nel 2001, la classifica cannonieri nella stagione 2001-2002 (30 gol) e quella successiva (22 gol, insieme a Cédric Roussel).

### Ajax
Nel 2003 viene acquistato dalla squadra olandese dell'Ajax. Qui nella sua unica stagione segna 10 gol in 34 presenze.

### Borussia Mönchengladbach
Viene acquistato dal Borussia Mönchengladbach (prima in prestito, poi a titolo definitivo) dove però il suo rendimento viene condizionato da tantissimi infortuni. In 3 stagioni riesce a collezionare 28 presenze e 6 reti.

### Ancora in Jupiler League: Bruges
Il 20 agosto 2007 Wesley Sonck passa ufficialmente dal Borussia Mönchengladbach al Club Bruges.

## Statistiche

### Cronologia presenze e reti in nazionale
| Cronologia completa delle presenze e delle reti in nazionale ― Belgio | Cronologia completa delle presenze e delle reti in nazionale ― Belgio | Cronologia completa delle presenze e delle reti in nazionale ― Belgio | Cronologia completa delle presenze e delle reti in nazionale ― Belgio | Cronologia completa delle presenze e delle reti in nazionale ― Belgio | Cronologia completa delle presenze e delle reti in nazionale ― Belgio | Cronologia completa delle presenze e delle reti in nazionale ― Belgio | Cronologia completa delle presenze e delle reti in nazionale ― Belgio |
| Data                                                                  | Città                                                                 | In casa                                                               | Risultato                                                             | Ospiti                                                                | Competizione                                                          | Reti                                                                  | Note                                                                  |
| --------------------------------------------------------------------- | --------------------------------------------------------------------- | --------------------------------------------------------------------- | --------------------------------------------------------------------- | --------------------------------------------------------------------- | --------------------------------------------------------------------- | --------------------------------------------------------------------- | --------------------------------------------------------------------- |
| 2-6-2001                                                              | Bruxelles                                                             | Belgio                                                                | 3 – 1                                                                 | Lettonia                                                              | Qual. Mondiali 2002                                                   | -                                                                     | 76’                                                                   |
| 6-6-2001                                                              | Serravalle                                                            | San Marino                                                            | 1 – 4                                                                 | Belgio                                                                | Qual. Mondiali 2002                                                   | 1                                                                     | 52’                                                                   |
| 15-8-2001                                                             | Helsinki                                                              | Finlandia                                                             | 4 – 1                                                                 | Belgio                                                                | Amichevole                                                            | -                                                                     | 73’                                                                   |
| 5-9-2001                                                              | Bruxelles                                                             | Belgio                                                                | 2 – 0                                                                 | Scozia                                                                | Qual. Mondiali 2002                                                   | -                                                                     | 81’                                                                   |
| 6-10-2001                                                             | Zagabria                                                              | Croazia                                                               | 1 – 0                                                                 | Belgio                                                                | Qual. Mondiali 2002                                                   | -                                                                     | 67’                                                                   |
| 10-11-2001                                                            | Bruxelles                                                             | Belgio                                                                | 1 – 0                                                                 | Rep. Ceca                                                             | Qual. Mondiali 2002                                                   | -                                                                     | 73’ 79’                                                               |
| 14-11-2001                                                            | Praga                                                                 | Rep. Ceca                                                             | 0 – 1                                                                 | Belgio                                                                | Qual. Mondiali 2002                                                   | -                                                                     | 63’                                                                   |
| 13-2-2002                                                             | Bruxelles                                                             | Belgio                                                                | 1 – 0                                                                 | Norvegia                                                              | Amichevole                                                            | -                                                                     | 78’                                                                   |
| 27-3-2002                                                             | Patrasso                                                              | Grecia                                                                | 3 – 2                                                                 | Belgio                                                                | Amichevole                                                            | 1                                                                     |                                                                       |
| 17-4-2002                                                             | Bruxelles                                                             | Belgio                                                                | 1 – 1                                                                 | Slovacchia                                                            | Amichevole                                                            | -                                                                     |                                                                       |
| 14-5-2002                                                             | Bruxelles                                                             | Belgio                                                                | 0 – 0                                                                 | Algeria                                                               | Amichevole                                                            | -                                                                     | 46’                                                                   |
| 18-5-2002                                                             | Saint-Denis                                                           | Francia                                                               | 1 – 2                                                                 | Belgio                                                                | Amichevole                                                            | -                                                                     | 46’                                                                   |
| 4-6-2002                                                              | Saitama                                                               | Giappone                                                              | 2 – 2                                                                 | Belgio                                                                | Mondiali 2002 - 1º turno                                              | -                                                                     | 70’                                                                   |
| 10-6-2002                                                             | Ōita                                                                  | Tunisia                                                               | 1 – 1                                                                 | Belgio                                                                | Mondiali 2002 - 1º turno                                              | -                                                                     | 46’                                                                   |
| 14-6-2002                                                             | Fukuroi                                                               | Belgio                                                                | 3 – 2                                                                 | Russia                                                                | Mondiali 2002 - 1º turno                                              | 1                                                                     | 70’                                                                   |
| 17-6-2002                                                             | Kōbe                                                                  | Brasile                                                               | 2 – 0                                                                 | Belgio                                                                | Mondiali 2002 - Ottavi di finale                                      | -                                                                     | 72’                                                                   |
| 21-8-2002                                                             | Stettino                                                              | Polonia                                                               | 1 – 1                                                                 | Belgio                                                                | Amichevole                                                            | 1                                                                     |                                                                       |
| 7-9-2002                                                              | Bruxelles                                                             | Belgio                                                                | 0 – 2                                                                 | Bulgaria                                                              | Qual. Euro 2004                                                       | -                                                                     |                                                                       |
| 12-10-2002                                                            | Andorra la Vella                                                      | Andorra                                                               | 0 – 1                                                                 | Belgio                                                                | Qual. Euro 2004                                                       | 1                                                                     | 90’                                                                   |
| 16-10-2002                                                            | Tallinn                                                               | Estonia                                                               | 0 – 1                                                                 | Belgio                                                                | Qual. Euro 2004                                                       | 1                                                                     |                                                                       |
| 12-2-2003                                                             | Annaba                                                                | Algeria                                                               | 1 – 3                                                                 | Belgio                                                                | Amichevole                                                            | 1                                                                     | 55’                                                                   |
| 29-3-2003                                                             | Zagabria                                                              | Croazia                                                               | 4 – 0                                                                 | Belgio                                                                | Qual. Euro 2004                                                       | -                                                                     |                                                                       |
| 30-4-2003                                                             | Bruxelles                                                             | Belgio                                                                | 3 – 1                                                                 | Polonia                                                               | Amichevole                                                            | 1                                                                     |                                                                       |
| 7-6-2003                                                              | Sofia                                                                 | Bulgaria                                                              | 2 – 2                                                                 | Belgio                                                                | Qual. Euro 2004                                                       | -                                                                     | 73’                                                                   |
| 11-6-2003                                                             | Gand                                                                  | Belgio                                                                | 3 – 0                                                                 | Andorra                                                               | Qual. Euro 2004                                                       | 1                                                                     |                                                                       |
| 20-8-2003                                                             | Bruxelles                                                             | Belgio                                                                | 1 – 1                                                                 | Paesi Bassi                                                           | Amichevole                                                            | 1                                                                     | 78’                                                                   |
| 10-9-2003                                                             | Bruxelles                                                             | Belgio                                                                | 2 – 1                                                                 | Croazia                                                               | Qual. Euro 2004                                                       | 2                                                                     | 90+2’                                                                 |
| 11-10-2003                                                            | Liegi                                                                 | Belgio                                                                | 2 – 0                                                                 | Estonia                                                               | Qual. Euro 2004                                                       | -                                                                     | 80’                                                                   |
| 18-2-2004                                                             | Bruxelles                                                             | Belgio                                                                | 0 – 2                                                                 | Francia                                                               | Amichevole                                                            | -                                                                     | 88’                                                                   |
| 28-4-2004                                                             | Bruxelles                                                             | Belgio                                                                | 2 – 3                                                                 | Turchia                                                               | Amichevole                                                            | 1                                                                     | 68’                                                                   |
| 18-8-2004                                                             | Oslo                                                                  | Norvegia                                                              | 2 – 2                                                                 | Belgio                                                                | Amichevole                                                            | -                                                                     | 62’                                                                   |
| 4-9-2004                                                              | Charleroi                                                             | Belgio                                                                | 1 – 1                                                                 | Lituania                                                              | Qual. Mondiali 2006                                                   | 1                                                                     |                                                                       |
| 9-10-2004                                                             | Santander                                                             | Spagna                                                                | 2 – 0                                                                 | Belgio                                                                | Qual. Mondiali 2006                                                   | -                                                                     |                                                                       |
| 17-11-2004                                                            | Bruxelles                                                             | Belgio                                                                | 0 – 2                                                                 | Serbia e Montenegro                                                   | Qual. Mondiali 2006                                                   | -                                                                     | 66’                                                                   |
| 1-3-2006                                                              | Lussemburgo                                                           | Lussemburgo                                                           | 0 – 2                                                                 | Belgio                                                                | Amichevole                                                            | -                                                                     | 46’                                                                   |
| 20-5-2006                                                             | Trnava                                                                | Slovacchia                                                            | 1 – 1                                                                 | Belgio                                                                | Amichevole                                                            | -                                                                     | 83’                                                                   |
| 24-5-2006                                                             | Genk                                                                  | Belgio                                                                | 3 – 3                                                                 | Turchia                                                               | Amichevole                                                            | 1                                                                     | 46’                                                                   |
| 13-10-2007                                                            | Bruxelles                                                             | Belgio                                                                | 0 – 0                                                                 | Finlandia                                                             | Qual. Euro 2008                                                       | -                                                                     | 67’                                                                   |
| 17-10-2007                                                            | Bruxelles                                                             | Belgio                                                                | 3 – 0                                                                 | Armenia                                                               | Qual. Euro 2008                                                       | 1                                                                     | 46’                                                                   |
| 26-3-2008                                                             | Bruxelles                                                             | Belgio                                                                | 1 – 4                                                                 | Marocco                                                               | Amichevole                                                            | -                                                                     | 63’                                                                   |
| 30-5-2008                                                             | Firenze                                                               | Italia                                                                | 3 – 1                                                                 | Belgio                                                                | Amichevole                                                            | 1                                                                     | 57’                                                                   |
| 20-8-2008                                                             | Norimberga                                                            | Germania                                                              | 2 – 0                                                                 | Belgio                                                                | Amichevole                                                            | -                                                                     |                                                                       |
| 6-9-2008                                                              | Liegi                                                                 | Belgio                                                                | 3 – 2                                                                 | Estonia                                                               | Qual. Mondiali 2010                                                   | 2                                                                     | 90’                                                                   |
| 10-9-2008                                                             | Istanbul                                                              | Turchia                                                               | 1 – 1                                                                 | Belgio                                                                | Qual. Mondiali 2010                                                   | 1                                                                     | 85’                                                                   |
| 11-10-2008                                                            | Bruxelles                                                             | Belgio                                                                | 2 – 0                                                                 | Armenia                                                               | Qual. Mondiali 2010                                                   | 1                                                                     | 87’                                                                   |
| 15-10-2008                                                            | Bruxelles                                                             | Belgio                                                                | 1 – 2                                                                 | Spagna                                                                | Qual. Mondiali 2010                                                   | 1                                                                     |                                                                       |
| 19-11-2008                                                            | Lussemburgo                                                           | Lussemburgo                                                           | 1 – 1                                                                 | Belgio                                                                | Amichevole                                                            | -                                                                     | 67’                                                                   |
| 28-3-2009                                                             | Genk                                                                  | Belgio                                                                | 2 – 4                                                                 | Bosnia ed Erzegovina                                                  | Qual. Mondiali 2010                                                   | 1                                                                     |                                                                       |
| 1-4-2009                                                              | Zenica                                                                | Bosnia ed Erzegovina                                                  | 2 – 1                                                                 | Belgio                                                                | Qual. Mondiali 2010                                                   | -                                                                     | 90’                                                                   |
| 12-8-2009                                                             | Teplice                                                               | Rep. Ceca                                                             | 3 – 1                                                                 | Belgio                                                                | Amichevole                                                            | -                                                                     | 46’                                                                   |
| 5-9-2009                                                              | La Coruña                                                             | Spagna                                                                | 5 – 0                                                                 | Belgio                                                                | Qual. Mondiali 2010                                                   | -                                                                     | 70’                                                                   |
| 9-9-2009                                                              | Erevan                                                                | Armenia                                                               | 2 – 1                                                                 | Belgio                                                                | Qual. Mondiali 2010                                                   | -                                                                     | 54’ 80’                                                               |
| 14-11-2009                                                            | Gand                                                                  | Belgio                                                                | 3 – 0                                                                 | Ungheria                                                              | Amichevole                                                            | -                                                                     | 75’                                                                   |
| 17-11-2009                                                            | Sedan                                                                 | Belgio                                                                | 2 – 0                                                                 | Qatar                                                                 | Amichevole                                                            | 1                                                                     | 78’                                                                   |
| 3-3-2010                                                              | Bruxelles                                                             | Belgio                                                                | 0 – 1                                                                 | Croazia                                                               | Amichevole                                                            | -                                                                     | 46’                                                                   |
| Totale                                                                |                                                                       | Presenze                                                              | 55                                                                    |                                                                       | Reti                                                                  | 24                                                                    |                                                                       |

## Palmarès

### Club
- Campionato belga: 1

Genk: 2001-2002
- Campionato olandese: 1

Ajax: 2003-2004

### Individuale
- Calciatore dell'anno del campionato belga: 1

2001
- Capocannoniere della Division 1: 2

2001-2002, 2002-2003